# Bear Behaving Badly
Bear Behaving Badly is een Engels kinderprogramma dat wordt uitgezonden op BBC 1 en CBBC. De hoofdrollen zijn weggelegd voor Barney Harwood en de pop Neville, met als roepnaam Nev, een blauwe beer, die ook een hoofdrol had in de CBBC-serie Smile. Verder spelen de huisbaas meneer Andy Prank (meneer Angry Pants genoemd door Nev, betekent Boze Onderbroek), de buurvrouw Beatrice (Beetroot genoemd door Nev), een koala (ook een pop) die Crazy Keith heet en Bouncer Boy (Bouncy Belly genoemd door Nev) de bijrollen.
De eerste aflevering werd 3 september 2007 uitgezonden op CBBC. Er zijn in de eerste vier seizoenen al 77 afleveringen geweest, en het draaien gaat nog door.